# دمسيسة مسننة
أمبروزية مسننة (الاسم العلمي: Ambrosia dentata) هي نوع من النباتات تتبع جنس الأمبروزية من الفصيلة النجمية.